# Ismail Abdul-Latif
Ismail Abdul-Latif (en árabe: إسماعيل عبد اللطيف‎; nació el 11 de septiembre de 1986) es un delantero de fútbol de Baréin y actualmente juega para Al-Khaldiya SC y el equipo nacional de fútbol de Baréin,  siendo el máximo goleador de la selección.

## Carrera
Es miembro de la selección mayor desde 2005, jugó un papel importante en ayudar a Baréin a alcanzar dos playoffs consecutivos de la Copa Mundial de la FIFA, pero fracasó en ambos playoffs. Después de 2017, decidió retirarse del equipo, pero luego revocó la decisión de regresar al equipo en 2019 para el Campeonato de la WAFF 2019.

## Clubes
| Club           | País           | Año       |
| -------------- | -------------- | --------- |
| Al-Hala        | Baréin         | 2004-2007 |
| Al-Arabi       | Kuwait         | 2007-2009 |
| Riffa          | Baréin         | 2009-2011 |
| Al-Nasr        | Omán           | 2011      |
| Muharraq Club  | Baréin         | 2011-2012 |
| Al Ahli        | Catar          | 2012-2013 |
| Al-Nahda       | Arabia Saudita | 2013      |
| Al-Salmiya SC  | Kuwait         | 2014      |
| Muharraq Club  | Baréin         | 2014-2021 |
| Al-Khaldiya SC | Baréin         | 2021-     |

## Selección
Ismail Abdul-Latif debutó en la selección mayor en 2005, con el que disputó las finales de la Copa Asiática de la AFC 2007, 2011 y 2015. Es famoso por marcar un gol dramático en el tiempo de descuento en el partido contra Arabia Saudita el 9 de septiembre de 2009 que envió a Baréin a la ronda final de la eliminatoria de la Copa Mundial 2010 contra Nueva Zelanda
Actualmente es el máximo goleador de la selección con 42 tantos en 118 partidos.